# Stefano Vignaroli
Stefano Vignaroli (Roma, 5 agosto 1976) è un politico italiano, deputato alla Camera nella XVII e XVIII legislatura della Repubblica Italiana, eletto con il Movimento 5 Stelle per poi seguire la scissione di Luigi Di Maio in Insieme per il futuro nel 2022.

## Biografia
Vignaroli nasce il 5 agosto 1976 a Roma, vicino alla discarica di Malagrotta dove ancora oggi risiede, ha conseguito il diploma all'Istituto tecnico industriale.
Dopo il diploma di tecnico industriale, ha frequentato la facoltà di Scienze politiche, studi poi interrotti quando ha iniziato a lavorare alla Rai (Radiotelevisione Italiana) come tecnico video di produzione TV.
Aderisce al movimento di Beppe Grillo nel 2007. Ha fatto parte del Comitato contro la discarica di Malagrotta e contestualmente inizia a diffondere come attivista la strategia Rifiuti Zero.

### Attività politica
Fin dal 2007 è stato un attivista del Movimento 5 Stelle, che allora si chiamava "Amici di Beppe Grillo". Con il movimento di Beppe Grillo ha lavorato alla creazione della Lista civica per le elezioni del 2008.
Nell’ottobre 2012 è stato designato dall’Assemblea Lazio del Movimento 5 Stelle come referente del Programma Rifiuti per la Regione Lazio.

#### Elezione a deputato
Alle elezioni politiche del 2013 è stato eletto deputato della XVII legislatura della Repubblica Italiana nella circoscrizione Lazio 1 per il Movimento 5 Stelle.
Dopo l'elezione alla Camera dei Deputati, è stato assegnato alla Commissione XIV- Politiche Unione Europea, lavorando in costante sinergia con la Commissione Ambiente. 
Dal 9 settembre 2014 è Vicepresidente della Commissione bicamerale d'inchiesta per il ciclo illecito dei rifiuti.
Alle elezioni politiche del 2018 viene rieletto deputato. Nel corso della XVIII legislatura è stato componente dell'8ª Commissione Ambiente, Territorio e Lavori pubblici, della 14ª Commissione Politiche dell'Unione europea e, dal 14 novembre 2018, presidente della Commissione parlamentare d'inchiesta per il ciclo illecito dei rifiuti, da dove ha lavorato in sede legislativa per la riduzione dei rifiuti, l'aumento del riciclo e la giustizia ambientale.

#### Scissione con Luigi Di Maio
Il 21 giugno 2022 segue la scissione di Luigi Di Maio dal Movimento 5 Stelle, a seguito dei contrasti tra lui e il presidente del M5S Giuseppe Conte, per aderire a Insieme per il futuro (Ipf).
Alle elezioni politiche anticipate del 25 settembre 2022 viene ricandidato alla Camera per la lista elettorale di Ipf Impegno Civico-Centro Democratico (IC-CD), nei collegi plurinominali Lazio 1 - 01 e Lazio 1 - 02 in terza posizione, e in quelli Lazio 1 - 03 e Lazio 2 - 02 in seconda posizione, ma non risulterà eletto per via del risultato pessimo a livello nazionale di IC-CD.

## Controversie
A gennaio 2022 finisce al centro delle polemiche per via di un video postato un Facebook dove spara con un kalashnikov in un poligono di tiro con Mother Russia degli Iron Maiden come sottofondo musicale, a cui si è difeso spiegando di non vedere nulla di anomalo in un'esercitazione in sicurezza.

## Riconoscimenti
- Nel 2014 è stato nominato Personaggio Ambiente dell'anno, scelto da una giuria popolare tra 20 candidati impegnati sui temi dell'ecologia e della sostenibilità.[2]